# Борджа, Паоло
Паоло Борджа (итал. Paolo Borgia; род. 18 марта 1966, Манфредония, Италия) — итальянский прелат, ватиканский дипломат и куриальный сановник. Асессор по общим делам Государственного секретариата Ватикана с 4 марта 2016 по 3 сентября 2019. Титулярный архиепископ Миладзо с 3 сентября 2019. Апостольский нунций в Кот-д’Ивуаре с 28 октября 2019 по 24 сентября 2022. Апостольский нунций в Ливане с 24 сентября 2022.

## Ранние годы, образование и священство
Паоло Борджа родился 18 марта 1966 года, в Манфредонии, провинция Фоджа, в Италии.
Борджа был рукоположен в священника 10 апреля 1999 года и был инкардинирован в архиепархию Манфредония-Вьесте. Обучался в Папской Церковной Академии. Он изучал каноническое право и преподавал дипломатию в Папской Церковной Академии.

## На дипломатической службе Святого Престола
Борджа поступил на дипломатическую службу Святого Престола 1 декабря 2001 года, и был отправлен в апостольскую нунциатуру в Центральноафриканской Республике в ранге атташе. Он был назначен секретарём (второй класс) 1 декабря 2002 года. В 2004 году его перевели в Мексику, где он служил до 2004 года.
Паоло Борджа вновь был назначен на дипломатический пост в 2006 году, став первым секретарём. Его отправили в Израиль в 2007 году и он был назначен советником три года спустя. После своего служения в Израиле он служил в Ливане с 2010 года, где работал с архиепископом Габриэле Джордано Качча. Он вернулся в Рим, в 2013 году, чтобы работать в Отделе отношений с государствами Государственного секретариата, а 29 октября 2014 года был переведён в Отдел общих дел Государственного секретариата Ватикана. 1 декабря 2014 года было принято решение возвести его в ранг советника первого класса.
4 марта 2016 года Папа римский Франциск назначил его асессором по общим делам Государственного секретариата Ватикана. В этой должности он служит эффективным заместителем своего начальника архиепископа Джованни Анджело Беччу — заместителя государственного секретаря Святого Престола по общим делам.
Паоло Борджа свободно говорит по-английски также как и по-французски, по-испански и по-немецки.

## Архиепископ и апостольский нунций
3 сентября 2019 года Папа Франциск назначил титулярным архиепископом Миладзо преподобного монсеньора Паоло Борджа, в то же время возведя его в ранг апостольского нунция.
 Его рукоположение в епископа лично Папой Франциском намечено на 4 октября 2019 года.
28 октября 2019 года Папа Франциск назначил архиепископа Паоло Борджа Апостольским нунцием в Кот-д’Ивуаре.

24 сентября 2022 года Папа Франциск назначил архиепископа Паоло Борджа Апостольским нунцием в Ливане.